# DBS (hockeyclub)
De Blauwe Scheen was een Nederlandse hockeyclub uit Groningen.
De club werd op 1 september 1928 opgericht en fuseerde in de zomer van 1936 met GHC tot Groningen. De club speelde in een wit tenue op het Mosterdpot terrein waar het beschikte over enige grasvelden.
De club werd in de acht jaren van haar bestaan zes keer noordelijk kampioen bij de heren.